# 吉姆·莱斯 (篮球运动员)
詹姆斯·艾伦·莱斯（英語：James Allen Les，1963年8月18日—），美国NBA联盟前职业篮球运动员。他在1986年的NBA选秀中第3轮第23顺位被亚特兰大鹰选中。